# Jessica Lowndes
Jessica Lowndes (Colúmbia Britânica, 8 de novembro de 1988) é uma atriz canadense, mais conhecida por interpretar Adriana Tate-Ducan na série de televisão
90210.

## Biografia
Lowndes nasceu em Vancouver, Colúmbia Britânica e frequentou a Pacific Academy em Surrey. 
Crescendo em Vancouver, Lowndes frequentou a escola particular. Ela sabia desde cedo que tinha paixão por cantar e atuar. Crescendo em uma casa onde sua mãe era professora de piano e seu pai fazia o recorde adolescente por correr pelo Canadá, Lowndes sabia que conseguir um objetivo e fazer seus sonhos serem realidade era possível. Enquanto Lowndes, como uma criança pequena, era notório por cantar e dançar o tempo todo, ela finalmente ganhou sua primeira grande oportunidade de atuação no ensino médio. Lowndes também produziu grande parte de sua própria música desde uma idade precoce. Durante o verão antes de seu último ano, Lowndes trabalhou em um projeto para o Showtime e logo soube que queria trabalhar na tela um dia. Ao trabalhar neste projeto, Lowndes conheceu pessoas de LA e obteve representação na indústria do entretenimento.
Depois de experimentar o que era ter um papel real para uma produção, Lowndes disse a seus pais que ela não queria voltar para o ensino médio e, em vez disso, queria prosseguir uma carreira na atuação em Los Angeles. Com o encorajamento de seus pais, Lowndes mudou-se para Los Angeles aos 16 anos e começou sua carreira.

## Carreira

### Atuação
Lowndes fez sua estreia oficial no filme de televisão de 2007 Saving Milly como Andrea Kondracke. Isto foi seguido por um papel de convidado em um episódio de Masters of Horror, ela foi posteriormente lançada em um papel recorrente na sitcom Alice, I Think. Ela também fez uma aparição convidada no Kyle XY. O seu próximo papel de filme foi um papel de apoio no filme Life To To and to Hold, lançado em 2005, seguido por um piloto chamado Pretty / Handsome em 2007 - que não foi apanhado.
Em 2008, Lowndes apareceu em Autopsy e The Haunting de Molly Hartley, juntamente com um papel recorrente na série de drama de televisão grega como Mandi. Lowndes também conseguiu um papel recorrente na série 90210, uma spin-off da série de drama adolescente de 90 anos, Beverly Hills, 90210, como Adrianna Tate-Duncan. Em novembro de 2008, ela continuou como co-protagonista da série.
Lowndes estrelou o filme de terror canadense Altitude em 2010. BuddyTV classificou seu #58 na lista de 100 mulheres mais sexy da TV de 2011. Ela também atuou no The Devil's Carnival, um pequeno filme musical exibido em turnê, que ocorreu em abril de 2012.
Lowndes também estrelou o filme de ação Lionsgate em 2014 The Prince ao lado de Bruce Willis e John Cusack.
Em 2015, Lowndes estrelou o filme de comédia dramática de Lifetime A Deadly Adoption ao lado de Will Ferrell e Kristen Wiig.
Em 2016, Lowndes estrelou a noiva A December de Hallmark com Daniel Lissing.

### Musical
Ela toca piano desde os cinco anos e escreveu música desde os nove anos de idade. Lowndes fez sua estreia musical no episódio piloto da série de TV 90210 cantando "Mama Who Bore Me" de Spring Awakening no musical da escola, no episódio de 2009 "Woman's Intuition". No episódio 90210 "What's Past is Prologue", Lowndes cantou "Jolene" para uma audição de banda de rock. Ela também cantou algumas outras canções como vocalista principal na banda "The Glorious Steinem", de 90210. Lowndes também realizou One More Time (part. Diego Boneta) no episódio 90210 "Meet the Parent" (temporada 2, episódio 20, cena final). Durante a temporada 4 de 90210, seu single "Fool" foi apresentado e cantado por seu personagem no episódio "Benefit of the Doubt". No episódio "Noiva e Preconceito", sua música "Teardrops Fall" foi exibida. "I Do not Want You Anymore" foi apresentado no episódio "Tis Pity". Durante a temporada 5, seu próximo single "Snake Charmer" foi apresentado no episódio "Into The Wild" e cantado por ela em "99 Problems". No segundo episódio, sua música "The Last Time" foi cantada por seu personagem. Assim que ela terminar, o palco colapsa sobre ela, apanha fogo e deixa-a presa sob o entulho.
Em março de 2009, ela lançou a música Fly Away no Myspace. Ela era a escritora, cantora e guitarrista principal na pista.
Em 19 de setembro de 2009, Lowndes realizou God Bless America para um jogo Dodgers no Dodger Stadium, em Los Angeles, Califórnia. Ela foi destaque no single do "rapper britânico Ironik" "Falling In Love" - lançado em 24 de outubro de 2010 - e revelado no OK! TV, que estava terminando seu EP de estréia no Reino Unido.  Ela descreveu o álbum como "música de dança sexy e pop, como Rihanna e Katy Perry".
Lowndes mais tarde se uniu aos produtores de música James Rendon e Kayden Boche para gravar uma versão caracterizada do single "Undone" do finalista francês American Idol, que estreou on-line em 6 de maio de 2011 e foi lançado em todo o mundo em 23 de maio de 2011. Em 11 de outubro de 2011, a CBS Records lançou seu primeiro single "Fool" no iTunes. Pouco depois, Lowndes lançou seu single de acompanhamento "I Wish I Was Gay", ao lado de seu video musical oficial dirigido por Frank E. Flowers, em 11 de novembro de 2011.
Em 25 de janeiro de 2012, Lowndes lançou seu EP de estreia com singles I Wish I Was Gay e Nothing Like This, juntamente com duas novas músicas Stamp of Love and Go Back. A trilha sonora do Diabo Carnival também apresenta uma música intitulada In All My Dreams I Drown realizada por Lowndes e lançada em 3 de abril de 2012.
Em 14 de maio de 2012, seu single The Other Girl estreou no Complexo.com.] O single foi lançado no iTunes em 16 de maio de 2012. Em 6 de fevereiro de 2013, Lowndes anunciou que iria divulgar o segundo EP escrito por ele próprio com o título TBT (Throwback Thursday) em 14 de março de 2013, juntamente com uma faixa fora todas as quintas-feiras por quatro semanas. Em 7 de fevereiro de 2013, o Aperture Entertainment lançou o Fly Away como single principal do EP.
Em 9 de setembro de 2014, Lowndes lançou seu único Single em Stereo. O video musical oficial estreou em 6 de setembro de 2014, tanto no YouTube quanto no Vevo. A música alcançou o número 35 no Top 50 da Billboard Canada e no número 65 no Top 100 dos EUA.

## Filmografia

### Filmes
- 2016 A December Bride
- 2014 The Prince - Angela
- 2013 A Mother's Nightmare - Vanessa
- 2010 Altitude - Sara
- 2008 The Haunting of Molly Hartley - Laurel Miller
- 2008 Autopsy - Emily
- 2008 Pretty/Handsome - Cassie Booth (Filme para TV)
- 2006 To Have and to Hold - Lisa (Filme para TV)

### Televisão
- 2008-2012 -  90210 - Adrianna Tate-Duncan (46 episódios)
- 2008 Greek - Mandi (6 episódios)
- 2006 Kyle XY - Eve (1 episódio)
- 2006 Alice, I Think - Becky (2 episódios)
- 2005 Masters of Horror - Peggy (1 episódio)

## Música
Suas canções são "Break", "Fly Away", "Goodbye" e "Never Lonely". Em setembro de 2010, a cantora fez uma parceria com DJ Ironik na canção "Falling in Love".
Jessica Fez cover da canção "Jolene" escrita por Dolly Parton no episódio 1x17 de 90210.
Em 2011 Jessica gravou um clipe com sua primeira música oficial 'I wish i was gay' e em Janeiro de 2012 lançou seu mais novo clipe 'Nothing Like This'.